# All Japan Road Race Championship
L'All Japan Road Race Championship (全日本ロードレース選手権 Zen Nihon Rōdorēsu Senshuken) è il principale campionato motociclistico giapponese; organizzato dalla Motorcycle Federation of Japan (MFJ) (日本モーターサイクルスポーツ協会), l'affiliata giapponese della FIM la cui fondazione risale al 1961, organizzò la prima gara ufficiale solo nel 1967.

## Storia
Nel 1967, il suo primo anno di competizioni, le classi che formavano il campionato erano cinque ed erano: la "50 cm³", la "90 cm³", la "125 cm³", la "250 cm³" e la "over 250 cm³".
La classe regina del campionato è la Superbike, che, introdotta a partire dal 1994, rimpiazzò la classe 500, che a sua volta aveva rimpiazzato la classe "over 250 cm³". La prima edizione di questa categoria fu vinta dal giapponese Wataru Yoshikawa su Yamaha. Da segnalare anche che prima dell'avvento della Superbike il campionato aveva organizzato a partire dal 1982 e per una decina di anni gare riservate alle moto della Formula TT, classi "Formula 1" e "Formula 3".
Negli anni a seguire vi furono sempre vincitori giapponesi, al contrario di quello che era successo nella classe 500 dove Peter Goddard e Daryl Beattie (entrambi australiani) erano riusciti ad aggiudicarsi il titolo.
A partire dal 2003 la classe Superbike ha cambiato la denominazione in "JSB1000", vedendo come vincitori piloti quali: Hitoyasu Izutsu, Shin'ichi Itō, Katsuyuki Nakasuga e Kōsuke Akiyoshi.
Nel 2009 viene disputate le ultime stagioni delle classi "125 cm³" e "250 cm³" 2 tempi e il loro sostituzione nel 2010, vengono istituite le classi J-GP2 ("600 cm³" 4T con motori derivati dalla serie) e "J-GP3" ("250 cm³" 4T con motori prototipo, conosciute anche come Moto3).

## Albo d'oro
Fonti
Dove non indicata la nazionalità si intende pilota giapponese.
| Anno | 50 cm³                    | 90 cm³                     | 125 cm³                     | 250 cm³                      | over 250 cm³                  |
| ---- | ------------------------- | -------------------------- | --------------------------- | ---------------------------- | ----------------------------- |
| 1967 | Mitsuo Itō                | Yasunori Shigeno           | Tsunehiro Masuda            | Keiji Yano                   | Takashi Matsunaga             |
| 1968 |                           | Yoshiaki Kamiya            | Tadao Baba                  | Masahiro Wada                | Takashi Matsunaga             |
| 1969 |                           | Yutaka Oda                 | Morio Sumiya                | Hideo Kanaya                 | Morio Sumiya                  |
| 1970 |                           | Eiji Kondoh                | Yutaka Oda                  | Toshio Ohwaki                | Hiroyuki Kawasaki             |
| 1971 |                           | Hideo Kanaya               | Izumi Sugimoto              | Toshio Ohwaki                | Hideo Kanaya                  |
| 1972 |                           |                            | Yutaka Oda                  |                              | Yutaka Oda                    |
| Anno | 125 cm³                   | 250 cm³                    | 350 cm³                     | 500 cm³                      | 750 cm³                       |
| 1973 | Shinji Sumiya             |                            |                             |                              | Ken Nemoto                    |
| 1974 | Tatsumi Aoki              |                            |                             |                              | Ikujiro Takaï                 |
| 1975 | Tadashi Ezaki             |                            |                             |                              | Tadao Asami                   |
| 1976 |                           | Yoshikazu Mouri            | Junzoh Satoh                |                              | Ikujiro Takaï                 |
| 1977 | Hiroyuki Iida             |                            | Osamu Suzuki                |                              | Yoshikazu Mouri               |
| 1978 | Koji Ueda                 | Koji Ueda                  | Iwao Ishikawa               |                              | Shinichi Ueno                 |
| 1979 | Mitsuo Saitoh             |                            | Keiji Kinoshita             |                              | Masaru Mizutani               |
| 1980 | Noriaki Ichinose          |                            | Tadahiko Taira              |                              | Osamu Suzuki                  |
| 1981 | Noriaki Ichinose          |                            | Yasuaki Fujimoto            | Keiji Kinoshita              |                               |
| Anno | 125 cm³                   | 250 cm³                    | 500 cm³                     | TT-F1                        | TT-F3                         |
| 1982 | Noriaki Ichinose          | Teruo Fukuda               | Masaru Mizutani             |                              |                               |
| 1983 | Jiroh Kuriya (Honda)      | Mitsuo Saito (Yamaha)      | Tadahiko Taira (Yamaha)     |                              |                               |
| 1984 | Jiroh Kuriya (Honda)      | Masaru Kobayashi (Honda)   | Tadahiko Taira (Yamaha)     | Shunji Yatusushiro (Honda)   | Tadashi Ezaki (Yamaha)        |
| 1985 | Hisashi Unemoto (Honda)   | Masaru Kobayashi (Honda)   | Tadahiko Taira (Yamaha)     | Satoshi Tsujimoto (Suzuki)   | Yōichi Yamamoto (Honda)       |
| 1986 | Ken'ishi Yoshida (Honda)  | Shinji Katayama (Yamaha)   | Keiji Kinoshita (Honda)     | Satoshi Tsujimoto (Suzuki)   | Yōichi Yamamoto               |
| 1987 | Hisashi Unemoto (Honda)   | Masahiro Shimizu (Honda)   | Norihiko Fujiwara (Yamaha)  | Yukiya Ōshima (Suzuki)       | Masumitsu Taguchi             |
| 1988 | Masayuki Hirose (Honda)   | Toshihiko Honma (Yamaha)   | Norihiko Fujiwara (Yamaha)  | Shōji Miyazaki (Honda)       | Toshinobu Shiomori (Yamaha)   |
| 1989 | Fuyuki Yamazaki (Honda)   | Tadayuki Okada (Honda)     | Norihiko Fujiwara (Yamaha)  | Doug Polen (Suzuki)          | Doug Polen (Suzuki)           |
| 1990 | Kazuto Sakata (Honda)     | Tadayuki Okada (Honda)     | Shin'ichi Itō (Honda)       | Ken'ichirō Iwahashi (Honda)  | Ryuji Tsuruta (Kawasaki)      |
| 1991 | Masafumi Ono (Honda)      | Tadayuki Okada (Honda)     | Peter Goddard (Yamaha)      | Shōji Miyazaki (Honda)       | Katsuyoshi Takahashi (Yamaha) |
| 1992 | Akira Saitō (Honda)       | Tetsuya Harada (Yamaha)    | Daryl Beattie (Honda)       | Shōichi Tsukamoto (Kawasaki) |                               |
| 1993 | Yoshiaki Katō (Yamaha)    | Tōru Ukawa (Honda)         | Norifumi Abe (Honda)        | Keiichi Kitagawa (Kawasaki)  |                               |
| Anno | 125 cm³                   | 250 cm³                    | Superbike                   | S-NK                         | Superstock 600                |
| 1994 | Ken Miyasaka (Honda)      | Tōru Ukawa (Honda)         | Wataru Yoshikawa (Yamaha)   |                              |                               |
| 1995 | Yōichi Ui (Yamaha)        | Noriyasu Numata (Suzuki)   | Takuma Aoki (Honda)         |                              |                               |
| 1996 | Masao Azuma (Honda)       | Noriyasu Numata (Suzuki)   | Takuma Aoki (Honda)         |                              |                               |
| 1997 | Takashi Akita (Yamaha)    | Daijirō Katō (Honda)       | Noriyuki Haga (Yamaha)      |                              |                               |
| 1998 | Hideyuki Nakajō (Honda)   | Shin'ya Nakano (Yamaha)    | Shin'ichi Itō (Honda)       |                              |                               |
| 1999 | Hideyuki Nakajō (Honda)   | Naoki Matsudo (Yamaha)     | Wataru Yoshikawa (Yamaha)   | Manabu Kamada (Suzuki)       |                               |
| 2000 | Tomoyoshi Koyama (Yamaha) | Shin'ichi Nakatomi (Honda) | Hitoyasu Izutsu (Kawasaki)  | Ryuji Tsuruta (Kawasaki)     |                               |
| 2001 | Hideyuki Nakajō (Honda)   | Tarō Sekiguchi (Yamaha)    | Akira Ryō (Suzuki)          | Keiichi Kitagawa (Suzuki)    | Yūichi Takeda (Honda)         |
| Anno | 125 cm³                   | 250 cm³                    | Superbike                   | JSB/S-NK                     | Superstock 600                |
| 2002 | Hideyuki Nakajō (Honda)   | Tekkyū Kayō (Yamaha)       | Atsushi Watanabe (Suzuki)   | Tatsuya Yamaguchi (Honda)    | Ryūichi Kiyonari (Honda)      |
| Anno | 125 cm³                   | 250 cm³                    | JSB1000                     | GP-Mono                      | Superstock 600                |
| 2003 | Shūhei Aoyama (Honda)     | Hiroshi Aoyama (Honda)     | Keiichi Kitagawa (Suzuki)   |                              | Yoshiteru Konishi (Honda)     |
| 2004 | Hideyuki Nakajō (Honda)   | Yūki Takahashi (Honda)     | Hitoyasu Izutsu (Honda)     |                              | Takeshi Tsujimura (Honda)     |
| 2005 | Hiroyuki Kikuchi (Honda)  | Shūhei Aoyama (Honda)      | Shin'ichi Itō (Honda)       |                              | Takashi Yasuda (Honda)        |
| 2006 | Takaaki Nakagami (Honda)  | Ryūji Yokoe (Yamaha)       | Shin'ichi Itō (Honda)       | Yu Yamashita (Yamaha)        | Takashi Yasuda (Honda)        |
| 2007 | Hiroomi Iwata (Honda)     | Yōichi Ui (Yamaha)         | Atsushi Watanabe (Suzuki)   | Takayoshi Mori (Honda)       | Yoshiteru Konishi (Honda)     |
| 2008 | Hiroyuki Kikuchi (Honda)  | Takumi Takahashi (Honda)   | Katsuyuki Nakasuga (Yamaha) | Yasutomo Nomura (Honda)      | Yoshiteru Konishi (Honda)     |
| 2009 | Hiroyuki Kikuchi (Honda)  | Yōichi Ui (Yamaha)         | Katsuyuki Nakasuga (Yamaha) | Kazuki Hanafusa (Yamaha)     | Yusuke Teshima (Honda)        |
| Anno | J-GP3                     | J-GP2                      | JSB1000                     | GP-Mono                      | Superstock 600                |
| 2010 | Hikari Ōkubo (Honda)      | Yoshiteru Konishi (Honda)  | Kōsuke Akiyoshi (Honda)     | Kenta Fujii (Honda)          | Tatsuya Yamaguchi (Honda)     |
| 2011 | Kenta Fujii (Honda)       | Takaaki Nakagami (Honda)   | Kōsuke Akiyoshi (Honda)     | Tetsuta Nagashima (Honda)    | Tatsuya Yamaguchi (Honda)     |
| 2012 | Masaki Tokudome (Honda)   | Kazuki Watanabe (Kawasaki) | Katsuyuki Nakasuga (Yamaha) |                              | Decha Kraisart (Yamaha)       |
| 2013 | Sena Yamada (Honda)       | Kōta Nozane (Yamaha)       | Katsuyuki Nakasuga (Yamaha) |                              | Kazuma Watanabe (Honda)       |
| 2014 | Sena Yamada (Honda)       | Yūki Takahashi (Moriwaki)  | Katsuyuki Nakasuga (Yamaha) |                              | Ryuta Kobayashi (Honda)       |
| 2015 | Ryo Mizuno (Honda)        | Yūki Takahashi (Moriwaki)  | Katsuyuki Nakasuga (Yamaha) |                              | Ryūji Yokoe (Yamaha)          |
| 2016 | Masaki Tokudome (Honda)   | Naomichi Uramoto (Suzuki)  | Katsuyuki Nakasuga (Yamaha) |                              | Ikuhiro Enokido (Honda)       |
| 2017 | Yuta Date (Honda)         | Ryo Mizuno (HP6q)          | Takumi Takahashi (Honda)    |                              | Keisuke Maeda (Yamaha)        |
| 2018 | Genki Nakajima (Honda)    | Ryosuke Iwato (Moriwaki)   | Katsuyuki Nakasuga (Yamaha) |                              | Yuki Okamoto (Yamaha)         |
| 2019 | Sho Hasegawa (Honda)      | Teppei Nagoe (HARC-PRO)    | Katsuyuki Nakasuga (Yamaha) |                              | Tomoyoshi Koyama (Honda)      |
| Anno | J-GP3                     | J-GP2                      | JSB1000                     | Superstock 1000              | Superstock 600                |
| 2020 | Takeru Murase (Honda)     |                            | Kohta Nozane (Yamaha)       | Yūki Takahashi (Honda)       | Yūki Okamoto (Yamaha)         |
| 2021 | Hiroki Ono (Honda)        |                            | Katsuyuki Nakasuga (Yamaha) | Kazuma Watanabe (Honda)      | Haruki Noguchi (Honda)        |
| 2022 | Hiroki Ono (Honda)        |                            | Katsuyuki Nakasuga (Yamaha) | Kazuma Watanabe (Honda)      | Kota Arakawa (Honda)          |
| 2023 | Hiroki Ono (Honda)        |                            | Katsuyuki Nakasuga (Yamaha) | Kazuma Watanabe (Honda)      | Keito Abe (Yamaha)            |
| 2024 | Hiroki Ono (Honda)        |                            | Yuki Okamoto (Yamaha)       | Yuki Kunii (Honda)           | Keito Abe (Yamaha)            |